# Virgil Jacomini
Virgil Victor Jacomini, född 30 maj 1899 i Washington, D.C., död 4 oktober 1984 i Houston, var en amerikansk roddare.
Jacomini blev olympisk guldmedaljör i åtta med styrman vid sommarspelen 1920 i Antwerpen.